# Doprovodná pozemní komunikace
Doprovodná pozemní komunikace je pozemní komunikace určená pro spojení cílů v delším souvislém tahu jinak než po dálnici nebo rychlostní silnici vozidly, která nemohou nebo nechtějí dálnici nebo rychlostní silnici k dosažení těchto cílů použít.
Dálnice jsou zpravidla budovány jako náhrada dřívějšího silničního spojení. Protože však nejsou vhodné pro všechny druhy silničních vozidel a jejich cest, zpravidla je žádoucí ponechat či vybudovat souběžně s nimi alternativní komunikaci např. pro kratší cesty, pomalejší a nemotorová vozidla, zemědělské a jiné pracovní stroje, pro přístup do měst a obcí, která dálnice obchází atd. Doprovodná komunikace může také přebírat část dopravní zátěže v případě mimořádného nebo plánovaného omezení provozu na dálnici. 
Pro tento účel často bývají využívány úseky původní komunikace, kterou dálnice nahradila, v Česku přitom zpravidla bývá degradována z I. na II. třídu a odpovídajícím způsobem přečíslována, typicky přičtením čísla 600 k původnímu číslu. Pokud to není možné, například pokud dálnice vede přímo ve stopě původní silnice, bývá někdy budována podél dálnice souběžná silnice III. třídy nebo místní komunikace. Někdy mohou funkci doprovodné komunikace zastoupit komunikace vedoucí alternativní trasou, nikoliv přímo v blízkosti dálnice. 
Pokud někde použitelná doprovodná komunikace chybí, může to být důvodem k tomu, aby daný úsek vůbec nebyl zařazen do kategorie dálnice[zdroj⁠?!] nebo aby na něm byly zavedeny výjimky z obecných pravidel pro dálnice, například zproštění povinnosti dálničního poplatku, povolení jízdy vozidel, která jinak na dálnici nesmí apod.[zdroj⁠?!] Z podobného důvodu například dálnice D4 začíná ve směru od Prahy až za Jílovištěm a úsek od MÚK Lahovice byl ponechán jako silnice I. třídy.[chybí lepší zdroj]
Pokud je někde doprovodná komunikace budována primárně s cílem, aby přebírala část dopravní zátěže dálnice v případě omezení jejího provozu, vzniká pochopitelně konfliktní situace, pokud vede jako průtah zástavbou měst a obcí. V takovém případě je možné dopady této zátěže zmírnit například tím, že na tyto problematické úseky je dopravními značkami zakázán vjezd těžkých nákladních automobilů.